# 오카베 히토시
오카베 히토시(일본어: 岡部 仁, 1947년 10월 15일~2003년 11월 14일)는 일본의 독일 문학자, 오사카 여자대학 강사 겸 조교수, 도쿄 도립대학 조교수 겸 교수로, 사가현 출신이다.